# オスカル・ペレイロ
オスカル・ペレイロ・シオ（Óscar Pereiro Sio、1977年8月3日-）は、スペインガリシア州ポンテベドラ県モス出身の元自転車競技（ロードレース）選手で現在はサッカー選手。

## 経歴

### 因縁の出会い
1998年
- スペイン国内選手権のシクロクロス（U-23）で優勝

1999年、国内選手権・シクロクロスのエリート部門で2位。
2000年にポルトガルのポルタ・ダ・ラベッサと契約を結び、本格的にロードレース選手への道を歩む。
2002年、スイスのフォナックに移籍。
- ジロ・デ・イタリアに初出場し、総合11位。

2003年
- ツール・ド・スイス 総合3位

2004年
- ツール・ド・フランス初出場。総合10位に入った。第15ステージにおいて逃げ集団に入り、終盤に抜け出したが、ジョージ・ヒンカピーが追随。そのまま前を引いたが、終始つき位置のヒンカピーは勝ちをペレイロに譲らず、ステージ2位に終わった。しかし休養日を挟んだ翌々日の第16ステージにおいて再び逃げ集団に入り、スプリント勝負でステージを制した。

2005年
- USポスタルに在籍していたフロイド・ランディスがフォナックに移籍するが、このことが後に大きな因縁を生むことになる。同年のツール・ド・フランスでは前年に引き続き総合10位、マイヨ・ブラン・ア・ポワ・ルージュ（山岳賞）争いでは2位に入ったが、ランディスは総合順位ではペレイロよりも一つ上の9位に入った。また同年はブエルタ・ア・エスパーニャにも出場（総合25位）。

2006年
- フォナックがランディスやサンティアゴ・ボテーロをリーダーとするチーム編成としたことを受け、ケス・デパーニュに移籍。そしてツール・ド・フランスでは、前年までチームメイトだったランディスと最後まで壮絶な戦いを繰り広げることになる。

### ツール・ド・フランス2006
2006年のツール・ド・フランスでは、チームのエースアレハンドロ・バルベルデのアシストとしてスタートしたが、バルベルデが第3ステージの落車で鎖骨骨折により早々リタイヤ。その後はウラジミール・カルペツがチームのエースとなり、ペレイロはそのアシストを務めていた。第11ステージでマイヨ・ジョーヌを手中にしたランディスに対し、ペレイロは山岳でのアシストを務めていたこともあり、第12ステージ終了時点ではランディスに遅れること28分50秒差の総合46位であった。ところが第13ステージ、20km付近でペレイロはこの区間を制することになるイェンス・フォイクトら6名とともに集団から飛び出してアタックに出た。ペレイロ自身はカルペツやチームのアシストたちを休ませるためのジョーカー的役割として逃げただけだが、ランディスを擁するフォナックはチーム力が低いために、メイン集団を引く義務から一時解放されるべく、総合首位をわざと明け渡す作戦に出た。そのために、逃げ集団とは29分57秒もの大差がついてしまい、ステージ優勝のフォイクトと同タイムでゴールしたペレイロがランディスを逆転してマイヨ・ジョーヌを獲得した。フォナックはペレイロが前年に所属していたチームであり、その実力ならばランディスが容易に奪い返すことができると踏んでのことであった。この作戦には周囲からも賛否両論が出たが、特にわざと譲渡するにしても、そのタイム差の1分半が大きすぎるとの批判があった。
第14ステージよりはじまったアルプス越えステージではさっそくランディスから遅れ、第15ステージはラルプ・デュエズがゴールだったが、ランディスがペレイロを10秒差逆転して予定通り再び総合首位を奪取。だが第16ステージではペレイロが区間優勝のミカエル・ラスムッセンに1分54秒遅れの区間3位でゴールしたのに対し、ランディスはハンガーノックに陥って終盤でついていけなくなり、ラスムッセンに遅れること10分4秒差の区間23位と大敗。マイヨ・ジョーヌは再びペレイロに手に渡り、逆にランディスは8分8秒差の総合11位に転落した。
ところが第17ステージにおいて、ランディスが残りまだ120kmもある地点にもかかわらず単独アタックを敢行。それに対し、ペレイロを含む総合上位陣はこのような長距離の逃げが成功した前例が少ないこともあり、T-モバイルが先行して逃げていたパトリック・シンケヴィッツをランディスの背後に付かせたのみでなかなか追撃に出ようとしなかった。ランディスは最後の峠の登りでシンケヴィッツをも引き離してステージ優勝し、ペレイロはランディスに遅れること7分8秒差の区間7位でゴールしたが、総合3位に浮上したランディスとのタイム差は一気に30秒差にまで縮まった。
第19ステージは個人タイムトライアル。区間3位でフィニッシュしたランディスに対し、ペレイロは区間4位だったが、ランディスに1分29秒の差をつけられ、総合首位はここでランディスに移動。残るステージは凱旋ムード漂う最終ステージのみであったことから、ランディスの総合優勝がここで事実上決定し、ペレイロはランディスに57秒差の総合2位でこの年をツール・ド・フランスを終えたはずだった。ところが、2006年のツール・ド・フランスは、これからさらに1年以上に亘る「戦い」が繰り広げられることになる。

### 総合優勝決定へ
全ステージ終了後に行われたドーピング検査においてランディスの体内から多数の禁止薬物が発覚。これを受け、ランディスの総合優勝は保留とされ、その後公聴会などの調査が続けられた。
一方、ペレイロは、ランディスの一件がいまだ解決しない中で行われた翌2007年のツール・ド・フランスに出場。総合10位となった。しかし前年のツールの最終順位は当年のツールが終えてもまだ確定していなかったが、ペレイロがブエルタ・ア・エスパーニャに参加中だった9月に、漸く最終決着を見ることになる。
1年以上に亘る調査の結果、2007年9月20日にアメリカ合衆国反ドーピング機関(USADA)<英語版>が後日ランディスの総合1位記録を取り消し、失格とする告知を出したことから、ペレイロの繰り上げ優勝は決定的となった。翌9月21日には、UCI（国際自転車競技連合）が正式にランディスの失格とペレイロの優勝を認定したことで、ペレイロが2006年のツール・ド・フランス総合優勝者となった。そして同年10月15日、ツール・ド・フランスの総合ディレクターであるクリスティアン・プリュドムより、マイヨ・ジョーヌが授与された。
ただしランディスは後のインタヴューで「ペレイロも当時ドーピングをしていた」と述べている。

### 自転車引退まで
2008年のツール・ド・フランスでは、第15ステージのアニュエル峠のスリッピーな下りでガードレールを乗り越えて崖下のコースに転落、左肩骨折の重傷を負って途中リタイアとなってしまった。
2009年のツール・ド・フランスでも開幕前から体調が優れず、結局第8ステージで2年連続の途中リタイアとなった。その後2009年限りでのケス・デパーニュ退団が発表された。
2010年、アルベルト・コンタドールを擁するアスタナに移籍。同年シーズン限りで引退した。

### サッカー転向
ロードレース選手引退後、スペインのサッカーリーグであるセグンダ・ディビシオンB（3部リーグ相当）に所属するコルショFCに加入してサッカー選手に転向。ただしプロ契約ではなくアマチュア選手としての所属となる。ポジションは主に右ウィングで、2010 - 2011シーズンはトップチームでは2試合に出場したにとどまっているが、それでも2得点を挙げている。